# Discografia di Moneybagg Yo
La discografia di Moneybagg Yo comprende 16 mixtape, 4 album in studio, 35 singoli di cui 14 come artista ospite e 11 singoli in collaborazione come artista ospite.

## Album
| Anno                                                        | Titolo e dettagli | Classifiche | Classifiche | Classifiche | Vendite        | Certificazioni |
| Anno                                                        | Titolo e dettagli | USA         | USA R&B/HH  | CAN         | Vendite        | Certificazioni |
| ----------------------------------------------------------- | --- | ----------- | ----------- | ----------- | -------------- | -------------- |
| 2018                                                        | Reset - Pubblicato: 2 novembre 2018 - Etichetta: Bread Gang, N-Less, Collective Music Group, Interscope - Formati: download digitale, streaming           | 13          | 8           | —           | - USA: 31 000  |                |
| 2019                                                        | 43va Heartless - Pubblicato: 24 maggio 2019 - Etichetta: Bread Gang, N-Less, Collective Music Group, Interscope - Formati: download digitale, streaming   | 4           | 3           | —           | - USA: 40 000  |                |
| 2020                                                        | Time Served - Pubblicato: 10 gennaio 2020 - Etichetta: Bread Gang, N-Less, Collective Music Group, Interscope - Formati: download digitale, streaming, LP | 3           | 2           | 35          | - USA: 500 000 | - USA: Oro     |
| 2021                                                        | A Gangsta's Pain - Pubblicato: 23 aprile 2021 - Etichetta: Bread Gang, N-Less, Interscope - Formati: download digitale, streaming, LP                     | 1           | 1           | 14          |                |                |
| "—" indica che l'album non si è classificato in quel Paese. | |             |             |             |                |                |

## Mixtape
| Anno                                                        | Titolo e dettagli | Classifica |
| Anno                                                        | Titolo e dettagli | USA        |
| ----------------------------------------------------------- | --- | ---------- |
| 2012                                                        | From Da Block 2 Da Booth - Pubblicato: 16 aprile 2012 - Etichetta: Bread Gang Entertainment - Formati: download digitale                                                               | —          |
| 2012                                                        | October 20th - Pubblicato: 6 ottobre 2012 - Etichetta: Bread Gang - Formati: download digitale                                                                                         | —          |
| 2014                                                        | La Familia (con Slpy) - Pubblicato: 3 febbraio 2014 - Etichetta: Bread Gang - Formati: download digitale                                                                               | —          |
| 2015                                                        | Relentless - Pubblicato: 14 giugno 2015 - Etichetta: Bread Gang - Formati: download digitale                                                                                           | —          |
| 2015                                                        | Federal - Pubblicato: 22 settembre 2015 - Etichetta: Bread Gang - Formati: download digitale                                                                                           | —          |
| 2016                                                        | Federal Reloaded - Pubblicato: 20 gennaio 2016 - Etichetta: Bread Gang - Formati: download digitale                                                                                    | —          |
| 2016                                                        | ELO (Everybody Lives On) - Pubblicato: 7 giugno 2016 - Etichetta: Bread Gang - Formati: download digitale                                                                              | —          |
| 2016                                                        | All Gas No Brakes - Pubblicato: 26 luglio 2016 - Etichetta: Bread Gang, N-Less Entertainment - Formati: download digitale                                                              | —          |
| 2016                                                        | 4 The Hard Way - Pubblicato: 28 settembre 2016 - Etichetta: Bread Gang - Formati: download digitale                                                                                    | —          |
| 2016                                                        | 2 Federal (con Yo Gotti) - Pubblicato: 14 giugno 2016 - Etichetta: Bread Gang, N-Less, Collective Music Group - Formati: download digitale                                             | 97         |
| 2017                                                        | Heartless - Pubblicato: 14 febbraio 2017 - Etichetta: Bread Gang, N-Less, Collective - Formati: download digitale                                                                      | 177        |
| 2017                                                        | Federal 3X - Pubblicato: 11 agosto 2017 - Etichetta: Bread Gang, N-Less, Collective, Interscope Records - Formati: download digitale                                                   | 5          |
| 2017                                                        | Fed Baby's (con YoungBoy Never Broke Again) - Pubblicato: 17 novembre 2017 - Etichetta: Bread Gang, N-Less, Collective, Interscope, Never Broke Again LLC - Formati: download digitale | 21         |
| 2018                                                        | 2 Heartless - Pubblicato: 14 febbraio 2018 - Etichetta: Bread Gang, N-Less, Collective, Interscope - Formati: download digitale                                                        | 16         |
| 2018                                                        | Bet On Me - Pubblicato: 3 agosto 2018 - Etichetta: Bread Gang, N-Less, Collective, Interscope - Formati: download digitale                                                             | 11         |
| 2020                                                        | Code Red (con Blac Youngsta) - Pubblicato: 18 settembre 2020 - Etichetta:N-Less, Collective Music Group, Interscope, Epic - Formato: download, streaming                               | 6          |
| "—" indica che l'album non si è classificato in quel Paese. | |            |

## Compilation
| Titolo | Dettagli                                                                                  |
| --- | ----------------------------------------------------------------------------------------- |
| Moneybagg Yo Presents: NLess Ent x Bread Gang (con Dee Mula, Big Homie, C.O., FME Tavo, MudBruddaBo, Skywalker OG, & Tru Dexter) | - Pubblicato: 1 gennaio 2018 - Etichetta: Bread Gang, N-Less - Formati: download digitale |

## Singoli

### Come artista principale
| Anno                                                        | Titolo                                                             | Classifica | Certificazione    | Album                 |
| Anno                                                        | Titolo                                                             | USA        | Certificazione    | Album                 |
| ----------------------------------------------------------- | ------------------------------------------------------------------ | ---------- | ----------------- | --------------------- |
| 2017                                                        | Dirty Money (con FDW Baybay feat. Cook Laflare)                    | —          |                   | N.D.                  |
| 2017                                                        | 50 Missed Calls (con Ray Vicks & YFN Lucci)                        | —          |                   | The Frank White Story |
| 2017                                                        | Vibes in LA (con Gunna)                                            | —          |                   | N.D.                  |
| 2017                                                        | Trap Prices (con Heavy Hitaz)                                      | —          |                   | N.D.                  |
| 2017                                                        | Trap Clickin (con King Pop e Benji Wilson)                         | —          |                   | N.D.                  |
| 2018                                                        | February (feat. Jeezy)                                             | —          |                   | N.D.                  |
| 2018                                                        | Celebrate (con L Gunna feat. Jim Jones)                            | —          |                   | N.D.                  |
| 2018                                                        | Tetris (con Mr. Mase & Spinna)                                     | —          |                   | N.D.                  |
| 2018                                                        | Bigg Facts                                                         | —          | - USA: Oro        | 2 Heartless           |
| 2018                                                        | Okay (feat. Future)                                                | —          |                   | Reset                 |
| 2018                                                        | Count It Up (con Drako)                                            | —          |                   | Fully Loaded          |
| 2019                                                        | Blac Money (feat. Blac Youngsta)                                   | —          |                   | 43va Heartless        |
| 2019                                                        | Dior (feat. Gunna)                                                 | 110        | - USA: Oro        | 43va Heartless        |
| 2019                                                        | All Dat (con Megan Thee Stallion)                                  | 70         | - USA: Platino    | Time Served           |
| 2020                                                        | U Played (feat. Lil Baby)                                          | 53         | - USA: Oro        | Time Served           |
| 2020                                                        | 1 2 3 (feat. Blac Youngsta)                                        | 101        | - USA: Oro        | Time Served           |
| 2020                                                        | Blue Jean Bandit (con TM88 e Southside, feat. Young Thug e Future) | —          |                   | N.D.                  |
| 2020                                                        | Me Vs Me                                                           | 88         | - USA: Platino    | Time Served (Deluxe)  |
| 2020                                                        | Said Sum (solo o remix feat. City Girls e DaBaby)                  | 17         | - USA: 2× Paltino | Code Red              |
| 2021                                                        | Time Today                                                         | 37         | - USA: Oro        | A Gangsta's Pain      |
| 2021                                                        | Hard for the Next (con Future)                                     | 49         |                   | A Gangsta's Pain      |
| "—" indica che l'album non si è classificato in quel Paese. |                                                                    |            |                   |                       |

### Come artista ospite
| Anno                                                        | Titolo                                                                              | Album                  |
| ----------------------------------------------------------- | ----------------------------------------------------------------------------------- | ---------------------- |
| 2017                                                        | All of a Sudden (Lil Baby feat. Moneybagg Yo)                                       | Too Hard               |
| 2018                                                        | Don't Even Trip (Tee Grizzley feat. Moneybagg Yo)                                   | Activated              |
| 2018                                                        | Set (Dee Mula feat. Moneybagg Yo)                                                   | Let Me Get Dat, Vol. 2 |
| 2018                                                        | Pablo (Remix) (Rvssian e Sfera Ebbasta feat. Rich the Kid, Lil Baby e Moneybagg Yo) | N.D.                   |
| 2018                                                        | Unjudge Me (Calboy feat. Moneybagg Yo)                                              | Wildboy                |
| 2018                                                        | Tomorrow (Stunna 4 Vegas feat. Moneybagg Yo)                                        | N.D.                   |
| 2018                                                        | Crank Up 2.0 (Dee Mula feat. Stunna 4 Vegas & Moneybagg Yo)                         | N.D.                   |
| 2018                                                        | Hocus Pocus (DJ Kay Slay & Blueface feat. A Boogie wit da Hoodie e Moneybagg Yo)    | N.D.                   |
| 2018                                                        | Goodbye (Blac Youngsta feat. Yo Gotti e Moneybagg Yo)                               | Church on Sunday       |
| 2020                                                        | Camelot (Remix) (NLE Choppa feat. BlocBoy JB, Yo Gotti e Moneybagg Yo)              | N.D.                   |
| 2020                                                        | Split It (Doe Boy feat. Moneybagg Yo)                                               | N.D.                   |
| 2020                                                        | Main Slime (Remix) (Pooh Shiesty feat. Moneybagg Yo e Tay Keith)                    | So Icy Summer          |
| 2020                                                        | Hittin' (Remix) (Money Mu feat. Foogiano e Moneybagg Yo)                            | N.D.                   |
| 2020                                                        | I Met Tay Keith First (Blac Youngsta feat. Lil Baby e Moneybagg Yo)                 | Fuck Everybody 3       |
| 2021                                                        | LLC (Money Man feat. Moneybagg Yo)                                                  |                        |
| "—" indica che l'album non si è classificato in quel Paese. |                                                                                     |                        |

### Singoli promozionali
| Anno | Titolo         | Classifica | Album            |
| Anno | Titolo         | USA        | Album            |
| ---- | -------------- | ---------- | ---------------- |
| 2021 | Go (con BIG30) | 52         | A Gangsta's Pain |

## Altre canzoni entrate in classifica
| Anno                                                        | Titolo                                           | Classifiche | Classifiche | Classifiche | Album            |
| Anno                                                        | Titolo                                           | USA         | CAN         | IRE         | Album            |
| ----------------------------------------------------------- | ------------------------------------------------ | ----------- | ----------- | ----------- | ---------------- |
| 2019                                                        | Toes (DaBaby feat. Lil Baby e Moneybagg Yo)      | 28          | 40          | 84          | Kirk             |
| 2020                                                        | Protect da Brand (feat. DaBaby)                  | 89          | —           | —           | Time Served      |
| 2020                                                        | Federal Fed (feat. Future)                       | 107         | —           | —           | Time Served      |
| 2020                                                        | Speak 4 Em                                       | 112         | —           | —           | Time Served      |
| 2020                                                        | No Sucker (Lil Baby feat. Moneybagg Yo)          | 58          | —           | —           | My Turn          |
| 2021                                                        | Run It Up (Lil Tjay feat. Offset e Moneybagg Yo) | 50          | 26          | 76          | Destined 2 Win   |
| 2021                                                        | Shottas (Lala)                                   | 35          | 89          | —           | A Gangsta's Pain |
| 2021                                                        | Wockesha                                         | 59          | —           | —           | A Gangsta's Pain |
| 2021                                                        | If Pain Was a Person                             | 54          | —           | —           | A Gangsta's Pain |
| 2021                                                        | Free Promo (feat. Polo G e Lil Durk)             | 80          | —           | —           | A Gangsta's Pain |
| 2021                                                        | Just Say Det                                     | 82          | —           | —           | A Gangsta's Pain |
| 2021                                                        | Clear Da Air                                     | 100         | —           | —           | A Gangsta's Pain |
| 2021                                                        | Projects                                         | 113         | —           | —           | A Gangsta's Pain |
| 2021                                                        | One of Dem Nights (feat. Jhené Aiko)             | 112         | —           | —           | A Gangsta's Pain |
| "—" indica che l'album non si è classificato in quel Paese. |                                                  |             |             |             |                  |